# Sydney Silverman
Pour les articles homonymes, voir Silverman.
Samuel Sydney Silverman (8 octobre 1895 - 9 février 1968) est un homme politique britannique, député de 1935 à 1968, et militant pacifiste. Il est pour l'abolition de la peine capitale. 

## Biographie
Il est un des deux destinataires avec Stephen Wise du télégramme Riegner, adressé par Gerhart Riegner. 